# 葵テルヨシ フレッシュコンサート Teruyoshi Live in Osaka
『葵テルヨシ・ファースト 抱きしめあう愛』は、1974年に発売された、葵テルヨシの初で最後のライブアルバムである。品番:MY-2003

## 収録曲
- SIDE A

1. オープニング〜サーチング・フォー・マイ・ラブ
2. 恋は鳩のように
3. ヘイ・ジュテーム
4. 自己紹介の歌
5. マミー・オ・マメール
6. リンゴの花が咲いていた
7. かんじる10代

- SIDE B

1. そして今は
2. 忘れないわ
3. ジ・エンド・オブ・ザ・ワールド
4. あの子にクック
5. 抱きしめあう愛
6. ア・ソング・フォー・ユー
7. 愛のこころ
8. サーチング・フォー・マイ・ラヴ
  - 音楽監督：田辺信一・ボブ佐久間